# Niklowa trzycentówka USA
Niklowa trzycentówka (ang. three cent nickel piece) - amerykańska moneta emitowana w latach 1865-1889, do 1872 była bita rówlonegle z srebrną trzycentówką. Została wprowadzona jako tymczasowy środek mający zaradzić problemowi braku monet obiegowych o niskich nominał w USA powstałemu w wyniku Wojny Secesyjnej.

## Historia
Od początku lat pięćdziesiątych XIX wieku w Stanach Zjednocznowy trwał niedobór monet o niskich nominałach. Najpierw Kalifornijska gorączką złota spowodowała zanik monet srebrnych, kupowanych za złote, a następnie przetapianych z zyskiem na czyste srebro. Następnie wybuch Wojny Secesyjnej sprawił, że brakowało nawet miedzio-niklowych jednocetówek. 
W kwietniu 1864 roku Kongres przegłosował wprowadzenie monety jednocentowej i dwucentowej z brązu. Były one leganych środkiem płatniczym do kwoty dwudziestu centów, lecz w praktyce płacono większe sumy za pomocą tak drobnych monet. 
Pomino ciągłego problemu z nominałami między dwucentówką z brązu a złotą jednodolarówką Kongres 3 marca 1865 przegłosował ustawę zmniejsząjącą maksymalną kwotę jaką można było uiścić za pomocą monet z brązu do jedynie czterech centów. Ta sama ustawa wprowadziła nową trzycentową monetę ze stopu 25% niklu i 75% miedzi, o masie 30 g (1,94 g). Nową monetę uczyniono legalnym środkiem płatniczym do sześdziesięciu centów.
Rok później wprowadzono monetę pięciocentową z takiego samego stopu niklu i miedzi. Pięciocentówka szybko stała się bardziej popularna od swojej trzycentowej poprzedniczki, jednakże ona też miała być rozwiązaniem tymczasowym przed powrotem do obiegu monet srebrnych. W ciągu kilku lat rynek nasycił się drobnymi nominałami, a srebrne monety o wartością dzięsięciu, dwudziestu, dwudziestupięciu i piędziesięciu centów także powróciły do obiegu.
Roczna ilość bitych sztuk trzycentówki zmalała w latach siedemdziesiątych, a w osiemdziesiątych była marginalna. W 1885 roku wybito jedynie tysiąc sztuk przeznaczonych do obiegu. W 1889 roku powstały ostatnie sztuki, a ustwa z 26 września 1890 oficjalnie zakończyła historię amerykańskich trzycentówek.

## Warianty

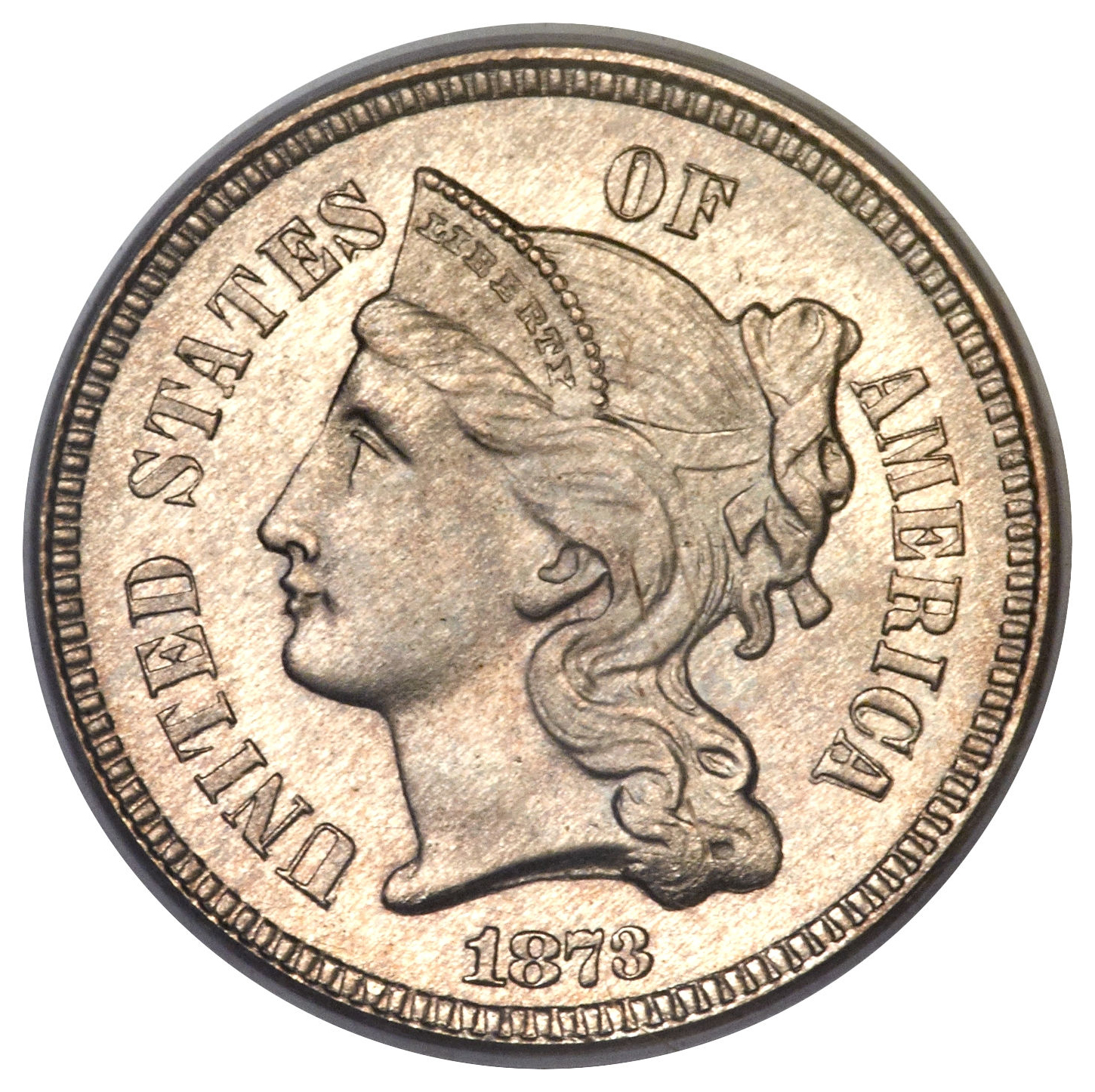
Trójka zamknięta

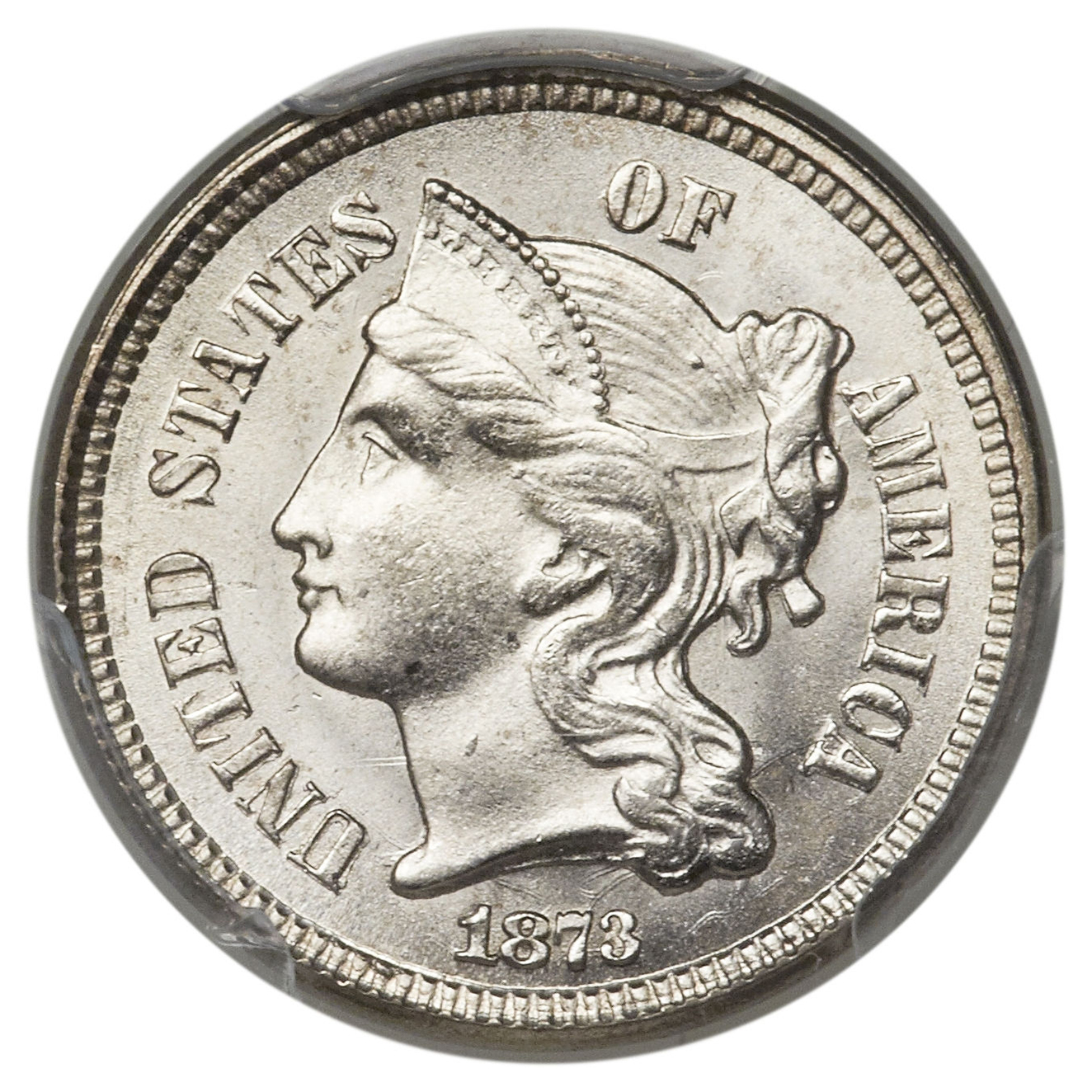
Trójka otwarta

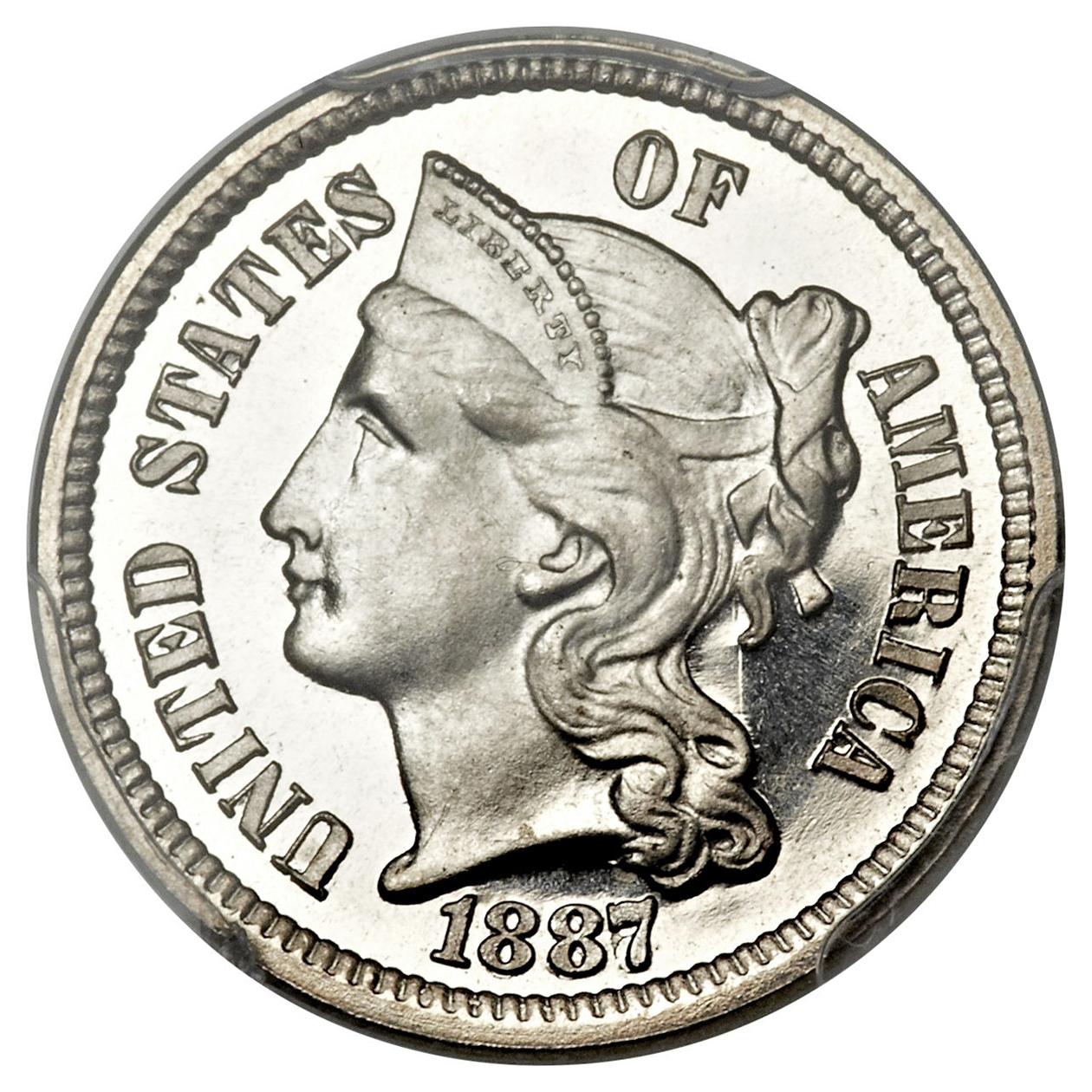
Siódemka nad szóstką

Moneta z 1873 roku występuje w dwuch wariantach stylu wybicia liczby „3” w dacie. Wyróżnia się odmianę z trójką „otwartą” i „zamkniętą” . Niektóre monety z 1887 roku występują w wariancie nazywanym „siódemką nad szóstką”.

## Ilość wybitych monet
| Rok              | Proof | Przeznaczone do obiegu |
| ---------------- | ----- | ---------------------- |
| 1865             | 500   | 11,382,000             |
| 1866             | 725   | 4,801,000              |
| 1867             | 625   | 3,915,000              |
| 1868             | 600   | 3,252,000              |
| 1869             | 600   | 1,604,000              |
| 1870             | 1000  | 1,335,000              |
| 1871             | 960   | 604,000                |
| 1872             | 950   | 862,000                |
| 1873 zamknięte 3 | 1100  | 390,000                |
| 1873 otwarte 3   | 0     | 783,000                |
| 1874             | 700   | 790,000                |
| 1775             | 700   | 228,000                |
| 1786             | 1150  | 162,000                |
| 1877             | 900   | 0                      |
| 1878             | 2350  | 0                      |
| 1879             | 3200  | 38,000                 |
| 1880             | 3955  | 21,000                 |
| 1881             | 3575  | 1,077,000              |
| 1882             | 3100  | 22,200                 |
| 1883             | 6609  | 4,000                  |
| 1884             | 3942  | 1,700                  |
| 1885             | 3790  | 1,000                  |
| 1886             | 4290  | 0                      |
| 1887             | 2960  | 5,001                  |
| 1888             | 4582  | 36,501                 |
| 1889             | 3436  | 18,125                 |